# 桐生園加
桐生 園加（きりゅう そのか、1979年9月22日 - ）は、元宝塚歌劇団月組の男役。
神奈川県出身。身長167cm、愛称は「そのか」。所属事務所は、オフィスミヤモト。

## 略歴
学生時代はバスケットボール部に所属。小学校5年からタップダンスを習い始め、担任の先生が音楽座や劇団四季などの舞台観劇に連れて行ってくれるようになり、自らも踊りや歌が好きになる。
その後、花組公演の『スパルタカス』（1992年：安寿ミラ主演）を見て「ここに立ちたい！」と入団を決意。宝塚受験スクールでジャズダンス、バレエ、声楽を習った。中学卒業時の受験では落ちたが、2度目の受験で合格。
1996年、宝塚音楽学校入学。第84期生。同期生には音月桂（元雪組トップスター）、北翔海莉（元星組トップスター）、白羽ゆり（元雪組トップ娘役）、遠野あすか（元星組トップ娘役）、未涼亜希、千琴ひめか（現・はいだしょうこ）等がいる。
1998年、宝塚歌劇団入団。宙組公演『シトラスの風』で初舞台を踏み、翌年花組に配属。
2006年4月、宝塚バウホール公演『Young Bloods!! －青春花模様－』で初主演。同年10月、月組に組替え。
2011年1月、バウホール公演「Dancing Heroes!（ダンシング ヒーローズ）』で2度目の主演。アンコールでは自ら振り付けも行った。同年5月29日、『バラの国の王子』／『ONE -私が愛したものは…-』の東京公演千秋楽で、宝塚歌劇団を退団。
同年9月、『桐生園加ダンシングディナーショー』を開催。10月には『ボーイズ・バレエ・ファンタジー 2011』で、宝塚退団後初舞台出演を果たす。

## 宝塚歌劇団時代の主な舞台

### 花組時代
- 2000年11月 - 2001年3月、『〜夢と孤独の果てに〜 ルートヴィヒII世／Asian Sunrise』　新人公演：ビスマルク（本役：夏美よう）
- 2001年4月 - 5月、バウホール・東京特別公演『マノン』　ロペス役
- 2001年7月 - 11月、『ミケランジェロ -神になろうとした男-／VIVA!』　新人公演：メンドリーニ役（本役：樹里咲穂）
- 2001年12月 - 2002年1月、シアター・ドラマシティ・東京特別公演『カナリア』　ディディエ役
- 2002年3月 - 6月、『琥珀色の雨にぬれて／Cocktail -カクテル-』　アラン役、新人公演：アルベール役（本役：楓沙樹）
- 2002年4月、シアター・ドラマシティ公演『ダイヤモンド・アイズ』
- 2002年8月、バウホール・東京特別公演『月の燈影』　新助役
- 2002年10月 - 2003年2月、｢エリザベート -愛と死の輪舞-｣ 黒天使役、新人公演：ルイジ・ルキーニ役（本役：瀬奈じゅん）
- 2003年3月、バウホール公演『おーい春風さん／恋天狗』　猿回し／竹次役
- 2003年5月 - 9月、『野風の笛／レヴュー誕生 -夢を創る仲間たち-』　新人公演：徳川家康役（本役：汝鳥伶）
- 2003年10月、バウホール・東京特別公演『二都物語』　セザール役
- 2004年1月 - 5月、『天使の季節／アプローズ・タカラヅカ－ゴールデン90－』　士官役、新人公演：ペペロンチ役（本役：矢吹翔）
- 2004年5月 - 6月、全国ツアー公演『ジャワの踊り子』　グントール役
- 2004年8月 - 11月、『La Esperanza-いつか叶う-／TAKARAZUKA舞夢!』　新人公演：ファビエル役（本役：霧矢大夢）
- 2004年12月 - 2005年1月、シアター・ドラマシティ・東京特別公演『天の鼓－夢幻とこそなりにけれ－』　源博雅役
- 2005年3月 - 7月、『マラケシュ・紅の墓標／エンター・ザ・レビュー』　イヴン役
- 2005年8月、博多座公演『マラケシュ・紅の墓標／エンター・ザ・レビュー』　アリ役
- 2005年11月 - 2006年2月、『落陽のパレルモ／ASIAN　WINDS！－アジアの風－』　ルカ役
- 2006年4月、バウホール公演『Young Bloods!!－青春花模様－』　宮本武蔵役（初主演）
- 2006年6月 - 10月、『ファントム』　ラシュナル役

### 月組時代
- 2007年1月 - 4月、『パリの空よりも高く  - 菊田一夫作『花咲く港』より - ／ファンシー・ダンス』　ヴァルモン役
- 2007年5月 - 6月、全国ツアー公演『ダル・レークの恋』　ピエール役
- 2007年8月 - 11月、『MAHOROBA－遥か彼方YAMATO－／マジシャンの憂鬱』 シャラモン役
- 2007年12月 - 2008年1月、バウホール・東京特別公演『HOLLYWOOD LOVER』　 ビリー・コーマン役
- 2008年3月 - 7月、『ME AND MY GIRL』　ランベスキング役
- 2008年8月、博多座公演『ME AND MY GIRL』　 ジョン卿役
- 2008年11月 - 2009年2月、『夢の浮橋／Apasionado!!』　時方役
- 2009年3月、シアタードラマシティ・東京特別公演『SAUDADE －Jにまつわる幾つかの所以－』
- 2009年5月 - 8月、『エリザベート -愛と死の輪舞-』　黒天使役
- 2009年10月 - 12月、『ラスト プレイ －祈りのように－／Heat on Beat!』　ヴィクトール役
- 2010年2月、中日劇場公演『紫子 ‐とりかえばや異聞‐／Heat on Beat!』　丹波役
- 2010年4月 - 7月、『THE SCARLET PIMPERNEL』　プリンス・オブ・ウェールズ役
- 2010年9月 - 11月、『ジプシー男爵／Rhapsodic Moon』　トボル役
- 2011年1月、バウホール公演『Dancing Heroes!（ダンシング ヒーローズ）』　（主演）
- 2011年3月 - 5月、『バラの国の王子／ONE－私が愛したものは・・・－』　家臣（モンキー）役　＊退団公演

## 宝塚歌劇団退団後の主な活動
- 2011年9月、『桐生園加・ダンシングディナーショー』（東京會舘）
- 2011年10月、『ボーイズ・バレエ・ファンタジー　2011』（天王洲銀河劇場）
- 2011年12月、『MILLION DOLLAR ROUGE vol.4』（新宿FACE）ゲスト出演
- 2012年1月、『華麗なるミュージカル音楽の世界 ガラコンサート2012 〜ヘンリー・マンシーニ&ジュリー・アンドリュース〜』（東京国際フォーラム Cホール）
- 2012年3月、『DANCIN' CRAZY2』（梅田芸術劇場、オーチャードホール）
- 2012年4月、『道化の瞳』（シアタークリエ）
- 2012年10月、『薔薇降る夜に蒼き雨降る』（天王洲銀河劇場）
- 2012年12月、『プロミセス・プロミセス』（新国立劇場 中劇場）
- 2013年4月、TAKARAZUKA WAY TO 100th ANNIVERSARY vol.5『DREAM LADIES』（梅田芸術劇場メインホール、東京国際フォーラムホールC）
- 2014年5月、『セレブレーション100! 宝塚』（青山劇場、梅田芸術劇場メインホール）
- 2014年9月、『サロメ』（シアター1010） - エロディア 役
- 2014年11月、『CHICAGO TAKARAZUKA 100th Anniversary OG version』ジェントルメン（東京国際フォーラムホールC、梅田芸術劇場メインホール、刈谷市総合文化センター）
- 2017年6月、瀬奈じゅん25th anniversary concert『Jun Sena 25th anniversary concert』（日比谷シアタークリエ、宝塚バウホール）ゲスト出演